# VI. Armeekorps (Wehrmacht)
Das VI. Armeekorps war ein militärischer Großverband der deutschen Wehrmacht. Mit Beginn des Zweiten Weltkrieges 1939 stand es an der französischen Grenze und nahm 1940 am Frankreichfeldzug teil, ab Sommer 1941 bis Kriegsende wurde es an der Ostfront eingesetzt. Im Juli 1944 wurde das Korps vorübergehend als Gruppe Weidling bezeichnet.

## Geschichte

### Aufstellung

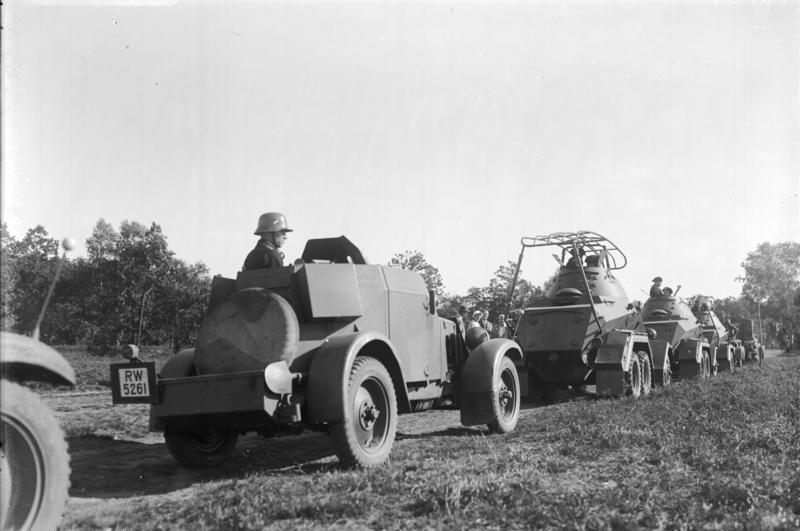
Fahrzeuge des Armeekorps (Sd.Kfz. 222 und Sd.Kfz. 232) bei einem Manöver, Lüneburger Heide, September 1935.

Im Oktober 1934 wurde aus dem Stab der 6. Division der Reichswehr in Münster das Generalkommando des VI. Armeekorps gebildet.

### 1939/40
Das VI. Armeekorps wurde Ende August 1939 mobilisiert und lag zu Kriegsbeginn an der luxemburgischen Grenze, Befehlshaber war General der Pioniere Otto-Wilhelm Förster. Unterstellt waren die 16., 69., 211. und 216. Infanterie-Division. Es lag während des Sitzkrieges im Befehlsbereich der 5. Armee (General der Infanterie Liebmann) im Raum nördlich von Trier, wo das Generalkommando Eifel (später Gen.Kdo. XXIII. A.K.) als linker Nachbar fungierte.
Nach Beginn der Operation „Fall Gelb“ (erste Phase des Frankreichfeldzugs) am 10. Mai 1940 war das Korps Teil der 12. Armee bei der Heeresgruppe A und drang hinter der Panzergruppe von Kleist durch die Ardennen zur Maas vor. Unterstellt waren die 16. und 24. Infanterie-Division. In der zweiten Phase („Fall Rot“) im Juni 1940 stand das Korps am Aisne-Abschnitt der 2. Armee, unterstellt waren die 5. und 293. Infanterie-Division. Für den Rest des Jahres war der Großverband als Teil der Besatzungstruppen an der Atlantikküste stationiert. Ende Dezember war das Korps der 7. Armee unterstellt, zugeteilt waren die 9., 44. und 223. Infanterie-Division.

### 1941
Im Februar 1941 stand das Generalkommando noch bei der Heeresgruppe B an der Atlantikküste und wurde darauf abgezogen und für die Operation Barbarossa an den nördlichen Abschnitt der neu gebildeten Heeresgruppe Mitte nach Ostpreußen verlegt. Das VI. Armeekorps (6. und 26. Infanterie-Division) war beim Angriff auf die Sowjetunion ab 22. Juni im Raum Gumbinnen zunächst bei der Panzergruppe 3 und dann am nördlichen Flügel der 9. Armee eingesetzt. Am 14. Oktober 1941 erfolgte im Rahmen der Doppelschlacht bei Wjasma und Brjansk der Befehl nach Rschew vorzustoßen. Die 206. und Aufklärungsabteilungen der 26. Infanterie-Division besetzten Rshew erstmals im Oktober 1941. Nachdem die Kalininfront mit der 29., 31. und 39. Armee ab 6. Dezember eine Großoffensive eingeleitet hatte, musste sich die deutsche 9. Armee schrittweise aus dem erreichten Wolgagebiet zwischen Kalinin und Klin nach Südwesten auf Rshew zurückziehen. Der Hauptangriff richtete sich ab 14. Dezember zunächst gegen das benachbarte XXVII. Armeekorps unter General Wäger. Ein Fronteinbruch im Abschnitt der 110. Infanterie-Division wurde am südlichen Ufer der Wolga erzielt. In der ersten Abwehrschlacht um Rschew brach der Frontabschnitt der 256. und 206. Infanterie-Division am 31. Dezember aufgrund des erhöhten sowjetischen Drucks zusammen. Die 26. und die 6. Infanterie-Division konnten ihren über 25 Kilometer langen Frontabschnitt noch behaupten. Im Raum Stariza wurde die 26. Infanterie-Division beiderseits der Wolga durch eingebrochene Sowjettruppen doppelt überflügelt.

### 1942/43
Am 4. Januar 1942 erreichte die Rote Armee den Durchbruch an der neuen Hauptkampflinie der 9. Armee, indem eine bis zu 20 Kilometer breite Lücke zwischen dem VI. und XXIII. Armeekorps aufgerissen wurde. Bis in den September 1942 wiederholte die Rote Armee ihre Massenangriffe, die mit unzähligen Opfern ohne nennenswerten Geländegewinn endeten. Ein Kradschützen-Bataillon der Division „Großdeutschland“ stellte am 21. September 1942 die Verbindung zur isoliert stehenden 6. Infanterie-Division im nördlichen Wolgabrückenkopf von Rshew wieder her. Die durch die Winterschlacht 1941/42 entstandene Krise der Heeresgruppe Mitte konnte dadurch entschärft werden. Das VI. Armeekorps wurde im Oktober 1942 noch vor der sowjetischen Operation Mars aus dem Raum Rshew abgezogen, die bisherigen Positionen fielen in den Befehlsbereich des bei den Abwehrkämpfen bewährten XXVII. Armeekorps. Das VI. Armeekorps wurde mit der 197., 206. und 256. Infanterie-Division südlicher, neben der 330. Infanterie-Division zwischen Welisch und Demidow neu etabliert. Der Roten Armee gelang bis zur deutschen Rückzugsbewegung aus dem Raum Rshew keine weiteren nennenswerten Einbrüche, Flankenstöße oder Verfolgungen mehr. Im März 1943 räumte die 9. Armee planmäßig den gesamten Frontbogen und ging auf der Linie Spas-Demensk – Dorogobusch – Duchowschtschina zurück. Innerhalb von 21 Tagen konnten sich die 9. Armee und Teile der 4. Armee 160 Kilometer hinter der vordersten Front absetzen und eine neue, nur noch 220 Kilometer breite Linie beziehen. Bei der im August 1943 angesetzten Duchowschtschina-Demidower Operation wurden Welisch und Demidow am 20. und 22. September gegenüber der sowjetischen 39. Armee aufgegeben und der Rückzug in den Raum zwischen Witebsk und Orscha erzwungen.

### 1944
Am 22. Juni 1944 begann die Rote Armee mit der Operation Bagration gegen die Heeresgruppe Mitte. Das VI. Armeekorps unter General der Artillerie Pfeiffer wurde im Bereich der 3. Panzer-Armee von der sowjetischen Sommeroffensive erfasst. Der Angriff der sowjetischen 5. und 39. Armee konnte am Lutschessa-Abschnitt im Raum Bogushevskoje bis 25. Juni folgende Verbände zerschlagen:
- 197. Infanterie-Division (Generalmajor Johannes Hahne)
- 299. Infanterie-Division (Generalmajor Hans Junck)
- 14. Infanterie-Division (Generalleutnant Hermann Emil Flörke)
- 256. Infanterie-Division (Generalleutnant Albrecht Wüstenhagen)
- Sturmgeschütz-Brigade 667 und 281

Die wenigen Reste, die sich zur Beresina zurückgezogen hatten, wurden in den nachfolgenden Einkreisungen östlich von Minsk vernichtet, der Kommandierende General Pfeiffer am 28. Juni getötet. Die Kommandeure der 256. und der 197. Infanterie-Division, Wüstenhagen und Hahne, fielen ebenfalls. General Michaelis geriet in Gefangenschaft, 40–50.000 Soldaten traf das gleiche Schicksal. Im Juli 1944 kam es unter dem neuen Kommandeur General Weidling im Raum Lida zur Bildung Sperrgruppe Weidling, die Reste der noch ursprünglichen Einheiten des VI. Korps wurde in Korps Weidling umbenannt. Am 14. Juli ging der östliche Njemen-Brückenkopf bei Grodno und am 15. Juli die Stadt an die sowjetische 31. Armee verloren.
Bei den Rückzugskämpfen der neuformierten 4. Armee nach Augustów waren dem Generalkommando die 50. Infanterie-Division (Generalleutnant Haus), die 14. Panzergrenadier-Division (Generalleutnant Flörke) unterstellt, im September 1944 zusätzlich noch die 286. Sicherungs-Division.

### 1945
Während der Schlacht um Ostpreußen war das Korps Teil der 4. Armee und beiderseits von Augustów konzentriert. Am 23. Januar musste Lyck und bis 25. die massurische Seenstellung zwischen Lötzen und dem Spirdingersee aufgegeben werden. Der Rückzug erfolgte in Richtung auf Heilsberg. Nach dem sowjetischen Durchbruch zur Ostsee wurde das Korps zum Aufbau einer neuen Front an die Passarge geworfen. Ein Gegenangriff durch das auf die Linie Wormditt-Guttstadt umgruppierte VI. Armeekorps versuchte am 26. Januar vergeblich mit der 131. und 170. Infanterie-Division und der 28. Jäger-Division einen Korridor nach Westen in Richtung Elbing zu öffnen.
Das Korps wurde schließlich von den Sowjets zur Ostseeküste an das Frische Haff abgedrängt und unter General Großmann im Heiligenbeiler Kessel eingeschlossen. 
Am 13. März 1945 waren dem Generalkommando an der südlichen Kesselfront zugeteilt:
- 131. Infanterie-Division
- Kampfgruppe 24. Panzerdivision
- Teile 61. Infanterie-Division
- 349. Volks-Grenadierdivision

Am 14. März durchbrach die sowjetische 48. Armee die Hauptkampflinie der 131. Infanterie-Division beiderseits der Bohnau und brach bis 20. März nach Heiligenbeil durch. Bis Ende März war das Korps zerschlagen, die Reste der Truppen gingen in sowjetische Gefangenschaft.

## Führung
Kommandierender General
- General der Artillerie Günther von Kluge 1. April 1935 bis 24. November 1938
- General der Pioniere Otto-Wilhelm Förster 24. November 1938 bis 31. Dezember 1941
- General der Infanterie Bruno Bieler 1. Januar 1942 bis 31. Oktober 1942
- General der Infanterie Hans Jordan 1. November 1942 bis 20. Mai 1944
- General der Infanterie Georg Pfeiffer 20. Mai 1944 bis 28. Juni 1944
- General der Artillerie Helmuth Weidling 28. Juni 1944 bis 11. August 1944
- General der Infanterie Horst Großmann 11. August 1944 bis 8. Mai 1945

Chef des Generalstabes
- Generalmajor Siegfried Mummenthey Oktober 1934 bis 1. Oktober 1937
- Generalmajor Georg von Sodenstern 1. Oktober 1937 bis 1. Dezember 1938
- Generalmajor Walther Düvert 1. Dezember 1938 bis 15. Januar 1941
- Oberst i. G. Hans Degen 15. Januar 1941 bis Juli 1942
- Oberst i. G. Willy Mantey Juli 1942 bis Juli 1944
- Oberst i. G. Hans-Jürgen Freiherr von Ledebur Juli 1944 bis März 1945
- Oberstleutnant i. G. Hilmar Frank von Hausen-Aubier März 1945 bis Mai 1945